# Kurt Weigel

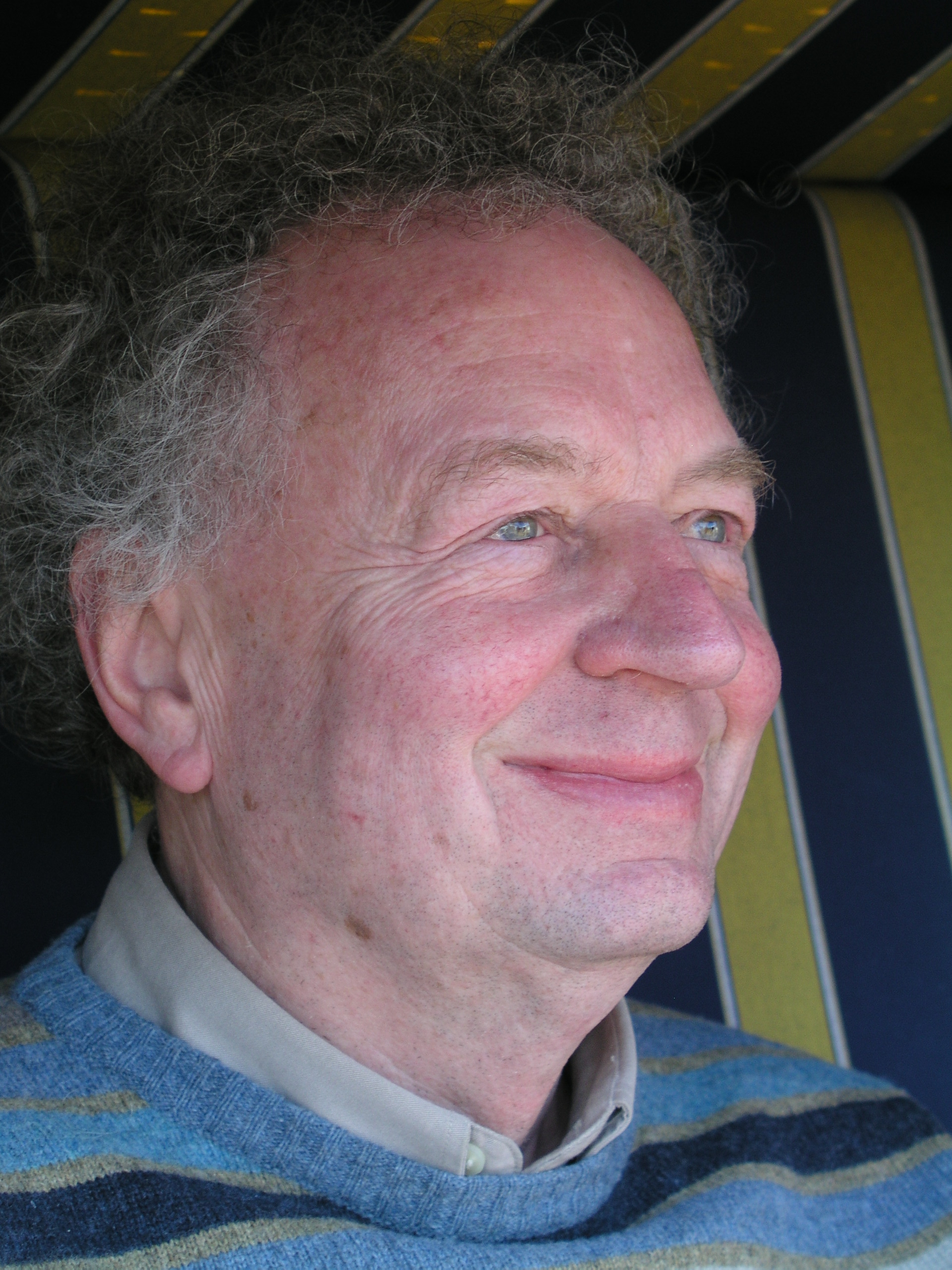
Kurt Weigel

Kurt Weigel (* 19. März 1950 in Cloppenburg) ist ein deutscher römisch-katholischer Priester, Urlauberseelsorger, Spiritual, Exerzitienbegleiter und Buchautor und wirkte als Priester auf der Nordseeinsel Wangerooge.

## Leben
Nach seiner Priesterweihe im Hohen Dom zu Münster war er zunächst von 1980 bis 1985 Kaplan der Kirchengemeinde St. Willehad auf Wangerooge und anschließend neun Jahre lang Spiritual im Priesterseminar in Limburg an der Lahn. An Pfingsten 1994 wurde Kurt Weigel in Limburg verabschiedet und kehrte auf die Insel Wangerooge als Pfarrer zurück.
Die Pfarrei besteht aus etwa 200 Einheimischen. Während der Osterzeit und der Sommerferien allerdings ist die Gemeinde durch Urlauber bedeutend größer, sodass Kurt Weigel zu diesen Zeiten jeweils für knapp drei Wochen zur Unterstützung ein Urlauberteam, bestehend aus ca. 15 bis 20 Personen jeden Alters, zu sich ins Pfarrhaus St. Ansgar einlud, um den vielen Gläubigen ein breit gefächertes Urlauberseelsorgeprogramm zu bieten.
Am Ostersonntag, dem 5. April 2015, wurde Weigel in den Ruhestand verabschiedet. Er nimmt seit Mai 2015 priesterliche Aufgaben im St. Vincenzstift in Aulhausen, Rüdesheim, wahr.
Kurt Weigel ist überregional als Autor mehrerer Werke sowie durch zahlreiche Rundfunk- und Fernsehansprachen bekannt. Zahlreiche seiner Texte und Predigten sind auf CD veröffentlicht.
Im Jahr 2007 wurde ihm für sein pädagogisches und kommunales Engagement der Comenius-Preis verliehen.

## Werke
- Es gibt Zeiten, da möchte ich auf einer Insel wohnen. Aschendorff-Verlag, 2001.
- Heilende Nähe. Lahn Verlag, Limburg, ISBN 3784026648 (mit Tisa von der Schulenburg).
- Gebete – nicht nur für den Urlaub. 1988.
- Mit ausgestreckten Händen. 44 Karten mit Gebeten und Zeichnungen von Kurt Weigel. Verlag Terwelp.